# Krótkonosek
Krótkonosek (Cynopterus) – rodzaj latających ssaków z podrodziny Cynopterinae w obrębie rodziny rudawkowatych (Pteropodidae).

## Rozmieszczenie geograficzne
Rodzaj obejmuje gatunki występujące w południowej i południowo-wschodniej Azji.

## Morfologia
Długość ciała (bez ogona) 72–127 mm, długość ogona 5–19 mm, długość ucha 14–23 mm, długość tylnej stopy 11–20,5 mm, długość przedramienia 54,3–89,5 mm; masa ciała 19–84 g.

## Systematyka
Rodzaj zdefiniował w 1824 roku przyrodnik Frédéric Cuvier w publikacji własnego autorstwa zatytułowanej Zęby ssaków. Gatunkiem typowym jest (oznaczenie monotypowe) krótkonosek sfinksowy (C. sphinx).

### Etymologia
- Cynopterus (Cyanopterus): gr. κυων kuōn, κυνος kunos ‘pies’; πτερον pteron ‘skrzydło’[10].
- Pachysoma: gr. παχυς pakhus ‘duży, tęgi’; σωμα sōma, σωματος sōmatos ‘ciało’[11]. Gatunek typowy: Geoffroy Saint-Hilaire wymienił trzy gatunki – Pachysoma duvaucelii I. Geoffroy Saint-Hilaire, 1828 (= Pachysoma brachyotis S. Müller, 1838), Pteropus titthæcheilus Temminck, 1825 i Pachysoma diardii I. Geoffroy Saint-Hilaire, 1828 (= Pteropus titthæcheilus Temminck, 1825) – z których gatunkiem typowym jest Pteropus titthaecheilus Temminck, 1825.
- Niadius: Nias, Indonezja[4]. Gatunek typowy (oryginalne oznaczenie): Cynopterus princeps[c] G.S. Miller, 1906.

### Podział systematyczny
Do rodzaju należą następujące gatunki:
| Grafika | Gatunek                   | Autor i rok opisu                       | Nazwa zwyczajowa         | Podgatunki         | Rozmieszczenie geograficzne | Podstawowe wymiary                                          | Status IUCN |
| ------- | ------------------------- | --------------------------------------- | ------------------------ | ------------------ | --- | ----------------------------------------------------------- | ----------- |
|         | Cynopterus sphinx         | (Vahl, 1797)                            | krótkonosek sfinksowy    | 6 podgatunków      | Pakistan i Indie (z wyjątkiem pustyni Thar) na wschód do południowej Chińskiej Republice Ludowej, na południe do Wielkich Wysp Sundajskich, zachodnia Sumbawa, południowe Celebes i wiele innych wysp; zakres wysokości: 0–400 m n.p.m.                        | DC: 8,9–10,9 cm DO: 1,3–1,8 cm DP: 6,7–7,6 cm MC: 28–70 g   | LC          |
|         | Cynopterus brachyotis     | (S. Müller, 1838)                       | krótkonosek krótkouchy   | 8 podgatunków      | południowe i północno-wschodnie Indie, Sri Lanka, Bhutan, Bangladesz i północna Mjanma do Wietnamu, na południe do Wielkich Wysp Sundajskich, Andamany i Enggano; niepotwierdzony w południowej CHińskiej Republice Ludowej; zakres wysokości: 0–1600 m n.p.m. | DC: 7,2–9,6 cm DO: 1–1,6 cm DP: 5,5–6,6 cm MC: 27–45 g      | LC          |
|         | Cynopterus horsfieldii    | J.E. Gray, 1843                         | krótkonosek sundajski    | 4 podgatunki       | zachodnia i środkowa Tajlandia, Półwysep Malajski (z wyspą Tioman)., Wielkie Wyspy Sundajskie, Lombok, i Flores; być może Sumbawa; zakres wysokości: 0–1460 m n.p.m.                                                                                           | DC: 8,5–12 cm DO: 1,2–1,9 cm DP: 6,4–8,9 cm MC: 43–63 g     | LC          |
|         | Cynopterus luzoniensis    | (W.C.H. Peters, 1861)                   | krótkonosek uprawowy     | gatunek monotypowy | endemit Filipin: Palawan, Archipelag Sulu (Sibutu, Sanga-Sanga i Bongao); zakres wysokości: 0–1600 m n.p.m. | DC: 9,5–10,8 cm DO: 0,9–1,4 cm DP: 5,7–6,8 cm MC: 26–45 g   | LC          |
|         | Cynopterus minutus        | G.S. Miller, 1906                       | krótkonosek drobny       | gatunek monotypowy | Sumatra (wraz z wyspą Nias), Borneo, Jawa i Celebes | DC: 7,6–8,3 cm DO: 1–1,2 cm DP: 5,4–5,9 cm MC: 19–24 g      | LC          |
|         | Cynopterus nusatenggara   | D.J. Kitchener & Maharadatunkamsi, 1991 | krótkonosek wyspowy      | 3 podgtaunki       | Małe Wyspy Sundajskie (od bali do Wetar, Timoru i Bahar); zakres wysokości: do 100 m n.p.m. | DC: około 8,8 cm DO: około 0,5 cm DP: 55–6,5 cm MC: 24–37 g | LC          |
|         | Cynopterus titthaecheilus | (Temminck, 1825)                        | krótkonosek indonezyjski | 3 podgatunki       | Sumatra (wraz wyspami Nias, Krakatau i Sebesi), Jawa, Bali, Lombok i Timor; zakres wysokości: 0–800 m n.p.m. | DC: 11,4–12,7 cm DO: 0,9–1,2 cm DP: 7,4–8,4 cm MC: 76–84 g  | LC          |

Kategorie IUCN:  LC  – gatunek najmniejszej troski.